# Portyk Oktawii
Portyk Oktawii – starożytny portyk stojący w południowej części Pola Marsowego w Rzymie, w pobliżu teatru Marcellusa i terenu byłego getta żydowskiego.
Pierwszy portyk w tym miejscu został wzniesiony w 146 p.n.e. przez Kwintusa Cecyliusza Metellusa Macedońskiego dla upamiętnienia zwycięstwa nad Andriskosem. Między 33 a 23 p.n.e. został całkowicie przebudowany na polecenie Oktawiana Augusta i nazwany na cześć jego siostry Oktawii. Dwukrotnie, w 80 i 203 roku, odbudowywano go po zniszczeniach w wyniku pożaru. Do czasów obecnych zachowała się tylko brama portyku, którą włączono jako krużganek do wzniesionego w VIII wieku kościoła Sant’Angelo in Pescheria, i gdzie od średniowiecza do początku XX wieku mieścił się targ rybny dzielnicy żydowskiej. W 1928 roku przeprowadzono prace renowacyjne, w ramach których starożytne ruiny wydzielono z bryły kościoła i wyeksponowano.
Oryginalny portyk był olbrzymich rozmiarów prostokątną budowlą o wymiarach 119×132 m. W jej obrębie zamknięto dwie stojące wcześniej w tym miejscu świątynie poświęcone Jowiszowi Statorowi i Juno Reginie. Wewnątrz portyku mieściły się biblioteka i kuria; zgromadzono w nim także liczne dzieła sztuki – m.in. zagrabione przez Metellusa z podbitej Grecji 34 brązowe rzeźby konne dłuta Lizypa, przedstawiające Aleksandra Macedońskiego i jego dowódców poległych w bitwie nad Granikiem. Na zachowanej do dziś bramie portyku wciąż widoczna jest inskrypcja upamiętniająca jego odbudowę dokonaną przez Septymiusza Sewera w 203 roku.